# Paulus Volk
Paulus Volk (* 3. März 1889 in Hagenau; † 1976 in Maria Laach) war ein deutscher Benediktiner (OSB) und Kirchenhistoriker.

## Leben
Er besuchte Gymnasien in Hagenau und Straßburg. 1909 trat er in die Abtei Maria Laach ein und legte 1911 die erste Profess ab. Während des Theologiestudiums in Beuron 1915 wurde er zum Militärdienst in ein Heidelberger Lazarett einberufen. Nach der Priesterweihe 1917 studierte er an der Universität Heidelberg bei Karl Ludwig Hampe, Hermann Oncken, Alexander Cartellieri und Otto Gradenwitz und ab 1919 in Bonn bei Aloys Schulte, Wilhelm Levison, Heinrich Schrörs, Albert Ehrhard und Albert Michael Koeniger.

## Mitgliedschaften und Ehrungen
- 1947 Mitglied der Gesellschaft für mittelrheinische Kirchengeschichte
- 1948 Mitglied der Gesellschaft für Rheinische Geschichtskunde
- 1949 Mitglied im Beirat des Corpus Catholicorum
- 1961 korrespondierendes Mitglied der Akademie der Wissenschaften zu Göttingen
- 1966 korrespondierendes Mitglied der Bayerischen Benediktinerakademie
- 1976 Verdienstkreuz 1. Klasse des Niedersächsischen Verdienstordens

## Schriften (Auswahl)
- Der Liber Ordinarius des Lütticher St. Jakob-Klosters. Münster 1923, (Digitalisat), OCLC 1029110229.
- Die Generalkapitel der Bursfelder Benediktiner-Kongregation. Münster 1928, OCLC 5002273.
- Das Archiv der Bursfelder Benediktiner-Kongregation. Seckau 1936, OCLC 1071249571.
- Fünfhundert Jahre Bursfelder Kongregation. Münster 1950, OCLC 185669358.